# Kraftsport

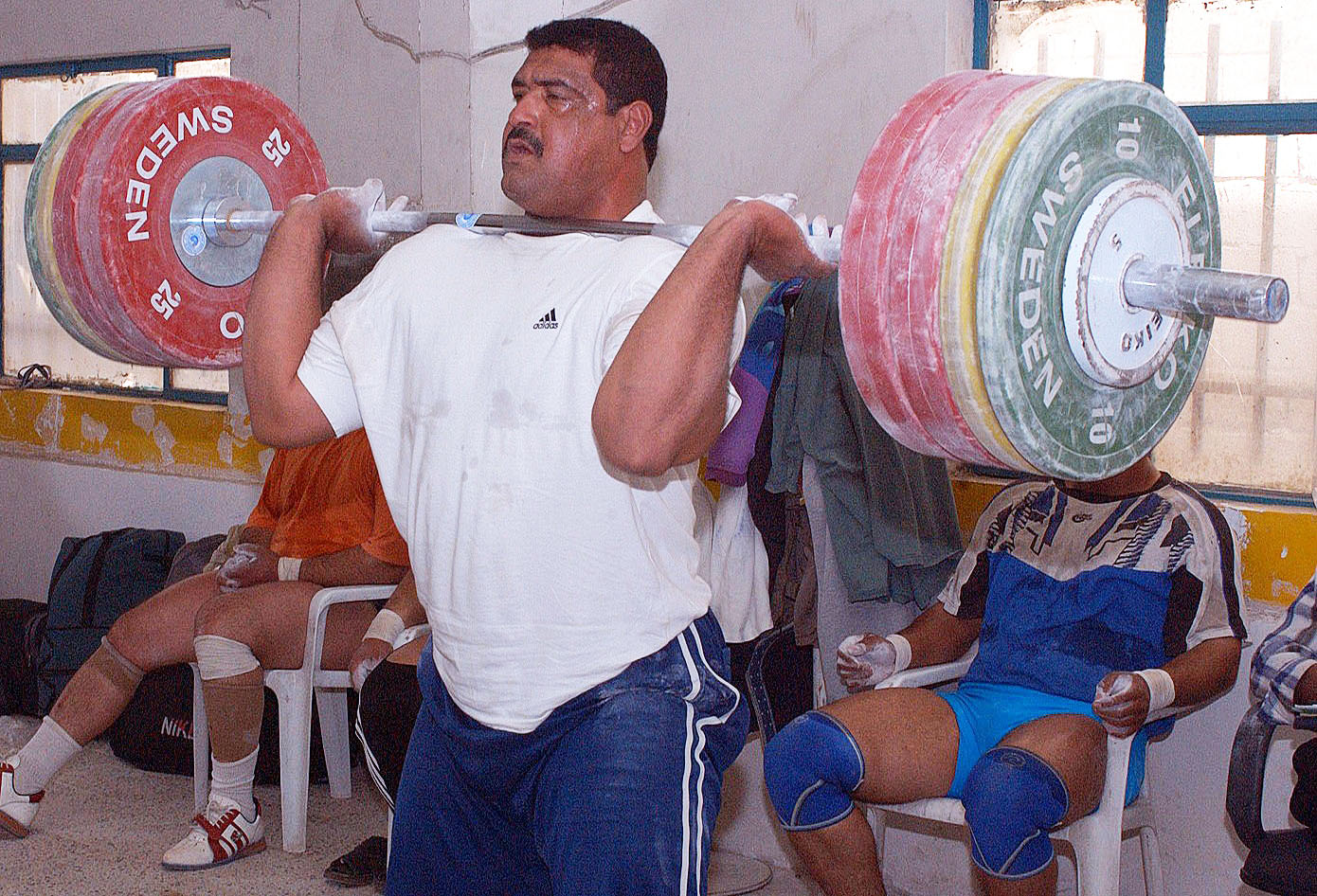
Tyngdlyftning är ett exempel på kraftsport.

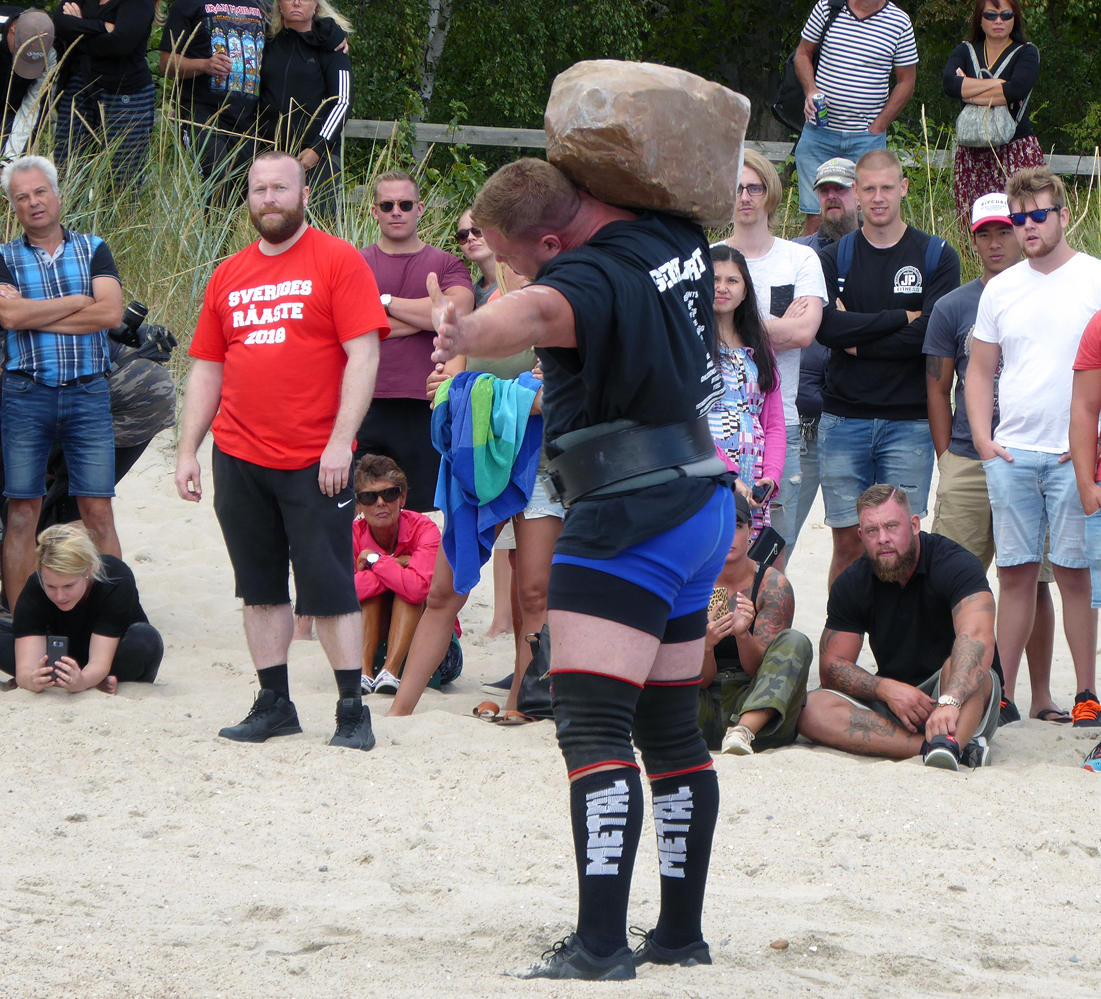
Momentet "Natursten till skuldra" i Strongman; stenen väger 165 kg.

En kraftsport är ett samlingsnamn för sporter som kräver stor muskelkraft och där maximal muskelstyrka ofta är avgörande för resultatet. Vissa kraftsporter kräver en kombination av styrka och explosivitet, exempelvis tyngdlyftning. Andra kräver kombinationen styrka och uthållighet, till exempel rodd. Bodybuilding räknas vanligen till kraftsporterna trots att tävlingsmomentet i sig inte är något kraftprov, eftersom träningen utgörs av styrketräning.

## Exempel på kraftsporter
- Armbrytning
- Brottning
- Rodd
- Strongman
- Styrkelyft
- Tyngdlyftning